# گروه سلبایتل
گروه سلبایتل (انگلیسی: Sellbytel Group) شرکت فناوری اطلاعات آلمانی است، که در سال ۱۹۸۸ تأسیس شد.